# Arben Ahmetaj

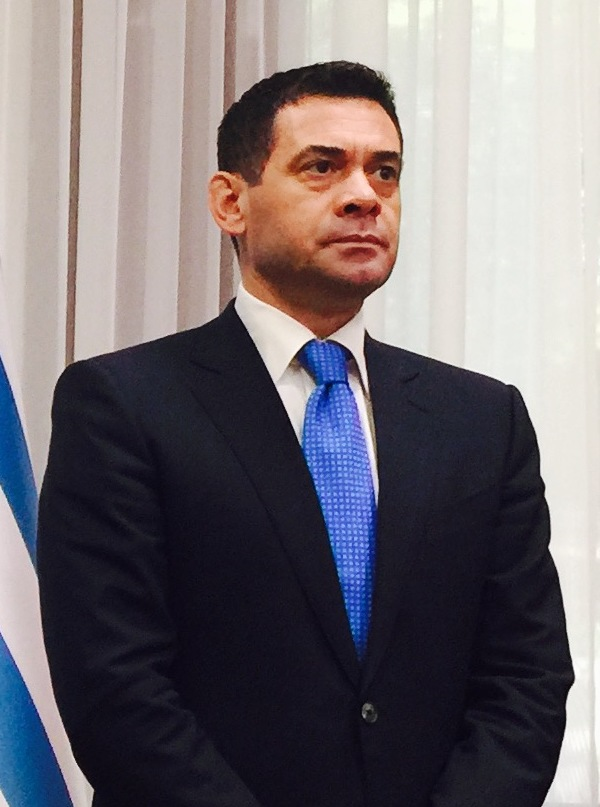
Ahmetaj im Jahr 2015

Arben Nevruz Ahmetaj (* 28. Juni 1969 in Gjirokastra) ist ein in Lugano in der Schweiz lebender Asylbewerber. Als albanischer Politiker der Partia Socialiste e Shqipërisë (PS) war er von September 2021 bis Juli 2022 stellvertretender Ministerpräsident im Regierungskabinett von Edi Rama. Zuvor hatte er verschiedene Ministerämter bekleidet.

## Ausbildung
Ahmetaj studierte zuerst englische Sprache mit Schwerpunkt amerikanische und englische Literatur an der Universität Tirana und diplomierte im Jahr 1991. 1996 wurde ihm der Master in Außenhandel und Diplomatie von der University of Kentucky verliehen. 2009 erhielt Ahmetaj den Doktortitel von der Universität Bukarest, wo er seit 2005 studierte. Der Titel seiner Dissertation war „Energiesicherheit und internationale Sicherheit“ (albanisch Siguri Energjitike, Siguri Ndërkombëtare).

## Politische Laufbahn
Erste politische Erfahrungen machte Ahmetaj in den Vereinigten Staaten, wo er zwischen Juli 1992 und November 1993 als Berater des Ministers im Finanzministerium und als Assistent des Treasurers tätig war. Anschließend arbeitete er bis Februar 1995 beim Internationalen Währungsfonds in Washington, D.C.
Zwei Jahre später kehrte Ahmetaj zurück nach Albanien, wo er im Finanzministerium zwischen März 1997 und Januar 1998 das Kabinett des Ministers leitete. Danach war er zwischen Februar 1998 und Januar 1999 Generaldirektor der Steuerbehörde Albaniens. In den folgenden Jahren war Ahmetaj in der Privatwirtschaft tätig, wo er verschiedene Stellen bei American Bank of Albania und H-Communications hatte.
Im Juni 2003 holte ihn der damalige Ministerpräsident Fatos Nano zurück in die Politik und ernannte ihn zum stellvertretenden Minister für Energie und Industrie. Im September 2004 wechselte er das Ministerium und wurde stellvertretender Minister für europäische Integration. Bei den Parlamentswahlen 2005 verlor die Sozialistische Partei Albaniens, wo Ahmetaj Mitglied ist, deutlich gegen die Demokraten. Beim Regierungswechsel verlor auch Ahmetaj sein Amt.
2009 gewannen die Demokraten wieder die Parlamentswahlen. Ahmetaj wurde ins Kuvendi i Shqipërisë als Abgeordneter des Qarks Korça gewählt.
2013 wurde er vom Qark Gjirokastra wiedergewählt und am 31. Juli gab der neugewählte Ministerpräsident Edi Rama bekannt, dass in seinem Kabinett Arben Ahmetaj das Ministerium für Wirtschaftsentwicklung, Handel und Unternehmen leiten werde. Am 16. September trat Ahmetaj seine neue Arbeit als Minister an. Später wurde auch noch die Verantwortung für Tourismus zu ihm transferiert.
Im Februar 2016 wurde er zum Finanzminister ernannt, nachdem sein Vorgänger Shkëlqim Cani von seinem Amt zurückgetreten war. Auch im neuen Kabinett Ramas nach den Neuwahlen im Sommer 2017 blieb er Finanzminister. Aufgrund einer Reduktion der Ministerämter hieß das neue Ministerium Minister für Finanzen, Wirtschaft, Arbeit und soziale Wohlfahrt. Nach einer Phase längerer Studentenproteste entließ Rama am 28. Dezember 2018 acht Minister, darunter auch Arben Ahmetaj. Rama erklärte den Wechsel in Hinblick auf die anstehenden Lokalwahlen im Juni 2019.
Nach dem Erdbeben in Albanien am 26. November 2019 wurde Ahmetaj im Dezember 2019 zum Staatsminister für Wiederaufbau ernannt. Das Amt war eigens zur Bewältigung der Folgen des Bebens geschaffen worden. Im September 2021 wurde er nach den Wahlen vom 25. April 2021 nach einer Regierungsumbildung im Kabinett Rama III zum stellvertretenden Ministerpräsidenten. Die Funktion des Staatsministers für Wiederaufbau- und Reformprogramm behielt er bei.
Nachdem Ahmetaj im Juli 2022 seiner Ministerämter enthoben worden war, wurden Untersuchungen gegen ihn in verschiedenen Korruptionsfällen und wegen Geldwäscherei erhoben.

## Privates
Arben Ahmetaj ist mit Albina Mançka verheiratet. Die beiden haben zwei Töchter, Livia und Kejsi.
Ahmetaj spricht fließend Englisch, Italienisch und Griechisch; zudem hat er Kenntnisse im Russischen.